# Аксенчиково

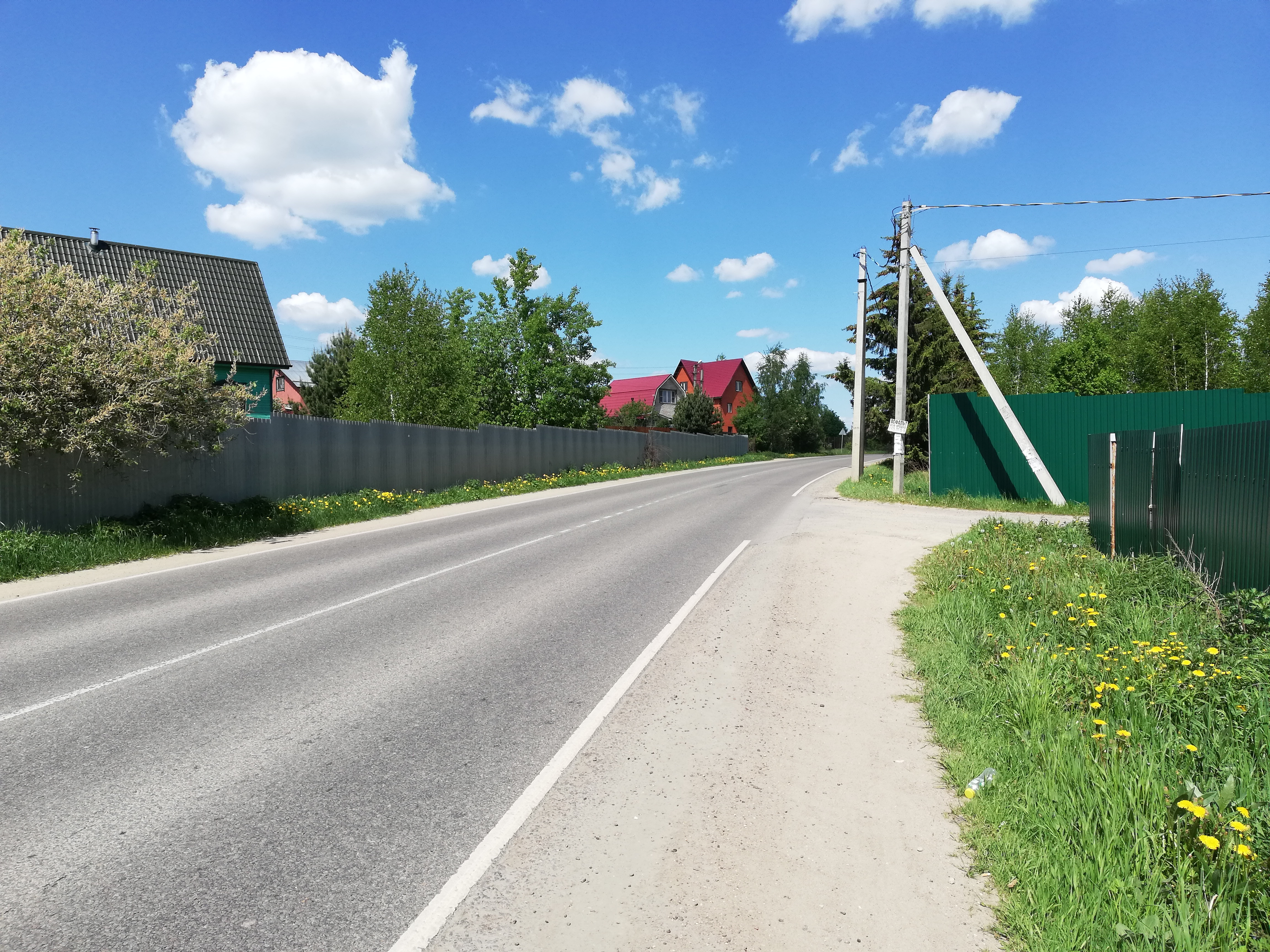
Дорога в Аксенчиково

Аксенчиково — деревня в Чеховском районе Московской области, в составе муниципального образования сельское поселение Стремиловское (до 28 февраля 2005 года входила в состав Стремиловского сельского округа).

## Население
| 2002 | 2006 | 2010 |
| ---- | ---- | ---- |
| 4    | ↘3   | ↗8   |

## География
Аксенчиково расположено, примерно, в 2 км на север от Чехова, на правом берегу реки Челвенка (левый приток реки Лопасни), высота центра деревни над уровнем моря — 167 м. На 2016 год Аксенчиково, фактически, дачный посёлок — при 8 жителях в деревне 5 улиц и 4 садовых товарищества.